# Роберт Бош
Роберт Бош (Албек, 23. септембар 1861 — Штутгарт, 12. март 1942) је био немачки индустријалац, инжењер, проналазач и оснивач компаније Роберт Бош.

## Биографија
Рођен је у Албеку североисточно од Улма на југу Немачке. Био је једанаесто од укупно дванаесторо деце. Његови родитељи су били део класе добростојећих фармера у региону. Његов отац, иначе слободни масон, био је солидно образован за сталеж коме је припадао, што је веома утицало на добро образовање које је пренео својој деци.
Од 1869. до 1876. године Роберт Бош је похађао средњу техничку школу у Улму смер Прецизна механика. Следећих седам година радио је у различитим компанијама у Немачкој, у САД код Томаса Едисона и у Великој Британији у Сименсу. Дана 15. новембра 1886. године отворио је своју „Радионицу за прецизну механику и електрични инжењеринг“ у Штутгарту. Годину дана касније, направио је иновативни напредак на до тада непатентираном систему Магнетог паљења - Магнето, уређаја произвођача мотора ДОЈТЗ, остварујући свој први пословни успех. Сврха овог уређаја је да генерише електричну искру како би се запалила мешавина ваздуха и горива у кућишту мотора. Магнетом је решен један од највећих техничких проблема са којима су се суочавали инжењери у почецима аутомобилске индустрије. Проналазак прве комерцијално одрживе високо-напонске свећице као део магнетног паљења система заснованог на идејном решењу Бошовог инжењера Готлоба Хонолда 1902. у великој мери појачао је развој мотора са унутрашњим сагоревањем.
Пре завршетка 19. века Бош је проширио своје пословање изван Немачке. Предузеће је основало продајно место у Великој Британији 1898. године, као и у другим европским земљама убрзо након тога. Прва продајна канцеларија и прва фабрика у САД отворене су 1906. и 1910. године. До 1913. компанија је имала огранке развоја у Америци, Азији, Африци и Аустралији, што је чинило 88% од његове продаје изван Немачке. У брзом индустријском развоју у годинама након Првог светског рата, Бош је унео иновације у моторна возила, укључујући и дизел-моторе са убризгавањем горива 1927. године. Година 1920-их, глобална економска криза натерала је Боша на ригорозан програм модернизације у његовом пословању. У периоду од само неколико година, успео је да претвори своју компанију из малог аутомобилског добављача у мултинационалну групу електронике.
Од самог почетка, Бош је био веома посвећен промовисању професионалне обуке. Он је био један од првих индустријалаца у Немачкој који је увео осмочасовни радни дан, праћен са другим социјалним давањима за сараднике. Такође, Роберт Бош није желео да профитира од добијених средстава намењених наоружању у Првом светском рату. Уместо тога, он је поклонио неколико милиона немачких марака у добротворне сврхе. Болница коју је дао граду Штутгарту отворена је 1940. године.
Година 1920-их и 1930-их, Роберт Бош је био политички активан. Као либералном бизнисмену, он је седео на челу великог броја економских комитета. Улагао је велику енергију и новац на помирење између Немачке и Француске. Надао се да ће помирење створити трајни мир у Европи, и довести до стварања Европске економске области.
Нацистички режим у Немачкој утицао је на Боша и његову компанију. Компанија је морала да прихвати уговоре о прављењу наоружања, а запослене на принудан рад током рата. Истовремено, Роберт Бош је подржавао отпор против Адолфа Хитлера, а заједно са својим најближим сарадницима спасавао је жртве нацистичког прогона од депортације.
Роберт Бош био је и те како заинтересован за пољопривреду. Био је чак и власник фарме јужно од Минхена, као и страствени ловац.
Године 1937. Роберт Бош је реструктурирао своју компанију као приватно акционарско друштво (корпорација). Своју последњу вољу оставио је у тестаменту у коме је прописано да зараде компаније треба да буду дате у добротворне сврхе. Његова воља чини и основу пословања корпорације „Роберт Бош“ формулисане од стране његових наследника 1964. године, а која и даље данас важи.